# Túravezető

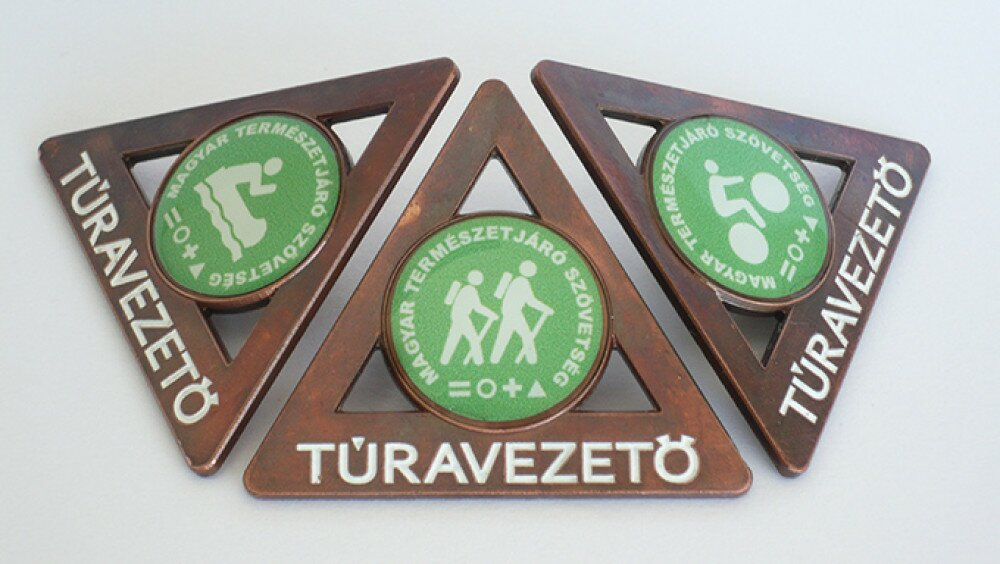

A túravezető szűken véve az a személy, aki egy-egy túrát irányít, vezet. Az ő feladata, hogy a túra kezdetétől a végéig a résztvevők biztonságban végigjárják a kitűzött szakaszt. Fő feladata a biztonságos végigkísérés, emellett a kapcsolódó információ-átadás, illetve a túra élvezetessé tétele.

## A túravezető feladatai
Tágabban véve a túravezető nem csak végigvezeti a túrát, hanem megtervezi, felügyeli, koordinálja; a biztonságosság mellett igyekszik minél izgalmasabbá és informatívabbá tenni azt. Közösséget formál a résztvevőkből, felkészülten a környék jellegzetességeiből.
Felkészült az érintő történelemből, geológiából, állat- és növénytanból. Mélyreható elsősegélynyújtási ismeretei vannak, a veszélyhelyzeteket tudatosan oldja meg.
Ismeri a különböző túrafajtákat, mint pl. a sima túrákon túli teljesítménytúrákat, bushcraftot, vadkempinget, tájfutást, illetve ha nem gyalogos túravezetőről van szó, akkor a barlangi és hajózási szabályokat is.

## A túravezetővé válás folyamata
Amennyiben valaki lelkes a természet iránt, évek óta túrázik, illetve próbálkozott már túrákat megtervezni és sikerrel véghez is vitte, alkalmas jelölt lehet túravezetőnek.
Előképzettség
Tapasztalt túrázó, stabil térképolvasásó, nem okoz nehézséget a tájékozódás, tud haladni nehezebb terepen is pár tucat kilométert, illetve az elsősegélynyújtás alapjaival is tisztában van.
Képzések
Magyarországon nincs állami előírások alapján tartott túravezető képzés, helyette ezt a Magyar Természetjáró Szövetség (MTSZ) koordinálja. Az MTSZ Gyalogtúra Bizottsága által kidolgozott, illetve jóváhagyott tanterv és tananyag alapján kell végezni a képzést, és a kötelező vizsgarend szerint számon kérni. A képzéseket rendszerint MTSZ tagsággal rendelkező túraegyesületek szervezik.
Fokozatai
A tudás alapján a végzettség lehet:
- Bonzjelvényes túravezető
  - feltétele a korábban részletezett készségek, képzés és sikeres vizsgák
- Ezüstjelvényes túravezető 
  - feltétele a bronzjelvényes vizsga meglétele, igazolt túrák (túravezetések, munkatúrák, versenyeken való részvétel), képzés és sikeres vizsgák
- Aranyjelvényes túravezető
  - vizsgával nem megszerezhető fokozat, pályázni kell rá

De nem mindegy, milyen szaktudás birtokában van az illető, így megkülönböztetünk az alábbiak szerint: gyalogos, barlangi, vízi és kerékpáros túravezetőt.